# Marilyn Okoro
Marilyn Okoro (Londres, Reino Unido, 23 de septiembre de 1984) es una atleta británica, especialista en la prueba de Relevo 4 x 400 metros, con la que ha logrado ser medallista de bronce olímpica en 2008.

## Carrera deportiva
En el Mundial de Osaka 2007 ganó la medalla de bronce en los relevos 4 x 400 metros, con un tiempo de 3:20.04 segundos que fue récord nacional británico, quedando en el podio tras las estadounidenses y jamaicanas, y siendo sus compañeras de equipo: Christine Ohuruogu, Lee McConnell y Nicola Sanders.